# Люб'язівська сільська рада
Люб'язівська сільська рада — орган місцевого самоврядування у Любешівському районі Волинської області з адміністративним центром у с. Люб'язь.

## Загальні відомості
Історична дата утворення: в 1945 році. Водоймища на території, підпорядкованій даній раді: річка Прип'ять, озеро Люб'язь.

## Населені пункти
Сільській раді підпорядковані населені пункти:
- с. Люб'язь

## Склад ради
Рада складається з 16 депутатів та голови.

### Керівний склад ради
| ПІБ                    | Основні відомості                                                 | Дата обрання | Дата звільнення |
| ---------------------- | ----------------------------------------------------------------- | ------------ | --------------- |
| Шубич Борис Степанович | Сільський голова, 1963 року народження, освіта, безпартійний      | 26.03.2006   | 31.10.2010      |
| Шубич Борис Степанович | Сільський голова, 1963 року народження, освіта вища, безпартійний | 31.10.2010   |                 |

Примітка: таблиця складена за даними джерела

## Населення
Згідно з переписом УРСР 1989 року чисельність наявного населення сільської ради становила 1036 осіб, з яких 492 чоловіки та 544 жінки.
За переписом населення України 2001 року в сільській раді мешкало 1048 осіб.

### Мова
Розподіл населення за рідною мовою за даними перепису 2001 року:
| Мова       | Відсоток |
| ---------- | -------- |
| українська | 99,62 %  |
| білоруська | 0,19 %   |
| російська  | 0,09 %   |